# 京阪グラウンド
京阪グラウンド（けいはんグラウンド）は、かつて大阪府北河内郡豊野村大字秦（現在の寝屋川市豊野町）にあったスポーツ施設。京阪電気鉄道によって建設・運営されていた。寝屋川グラウンド（野球場については「寝屋川球場」）とも呼ばれた。

## 概要

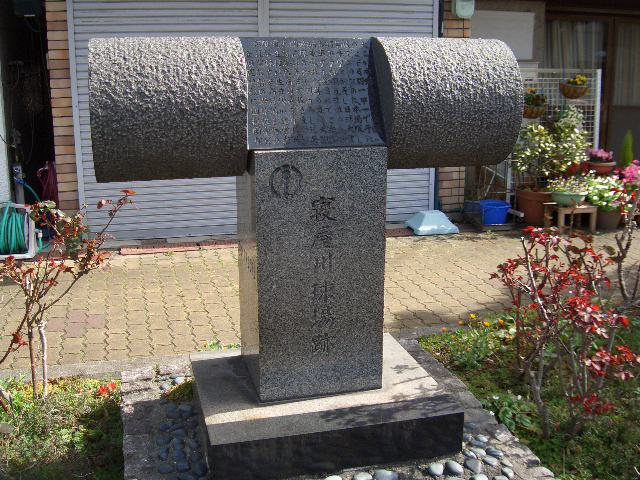
「寝屋川球場跡」の記念碑

京阪電気鉄道は1921年に沿線の豊野村に1万5千坪の土地を入手し、翌1922年1月から陸上競技場の建設に着手。同年4月21日に竣工した。400mのトラックのほか、100mの直線コース、200mのセパレートコースからなる本格的なものであった。京阪では利用者の利便を図るため、完成に先立って3月23日に臨時駅の運動場前駅を北河内郡友呂岐村大字平池（現在の寝屋川市八坂町）に開業している。引き続き5月から野球場とテニスコートに着工し、8月末に完成した。建設に際しては、大阪朝日新聞運動部が協力した。また、11月12日から運動場前駅は常設駅に昇格した。
陸上競技場は竣工翌日からこけら落としとして朝日新聞社主催の第3回東西対抗競技大会関西予選大会を開催、その後は陸上競技のほかサッカーやラグビーの試合にも使用された。
野球場は大学や実業団（京阪自身もチームを保有していた）の公式戦や練習戦に使用された。1923年11月には、日本で最初に結成されたプロ野球団である芝浦協会が実業団の大毎野球団と対戦した試合も行われている。1924年からは全国中等学校優勝野球大会の地方大会である大阪大会の会場としても使用された。しかし、同年8月に阪神電気鉄道によって甲子園大運動場が開場すると、京阪は球場のあり方を真剣に検討せざるを得なくなった。
その中で、京阪グラウンド球場を改装の上で、この年から始まった全国選抜中等学校野球大会を招致する計画が持ち上がった。京阪は大会を主催する大阪毎日新聞（以下、大毎と略記）に計画を持ち込んだところ、大毎側も乗り気で大いに協力するという反応を得る。京阪は改装の参考として、新京阪線の京都地下線建設に関する調査のために渡米した大林組の技術者に、ヤンキー・スタジアムなど米国の球場施設の調査を依頼した。帰国した技術者から提供された写真や資料をもとに、大毎とも協議して、改装の設計図を作成した。この設計図を見た社長の太田光凞や運輸課長は賛意を示し、京阪・大毎両社の首脳が正式に会談する運びとなる。大毎側は球場の完成に協力し、完成後は選抜大会を開催することで合意した。さらに、京阪グラウンドにスポーツ指導者の養成施設を設ける将来構想も両者間で示された。
しかし、運輸課から「春は行楽客の輸送で手一杯であり、新たに車両を増やさなければ責任ある輸送はできない」との見解が示された。本格的な球場への改装についても、運輸本業での建物拡張がたけなわという状況があった。太田社長は球場整備案と車両建造案とを合わせて役員会に諮ったが、経費の点で反対意見が強く、球場整備だけでは輸送確保に支障を生じることから、当面拡充整備は見送ることとなった。その後京阪は新京阪鉄道をはじめとする鉄道業での過剰投資を回収できないまま昭和恐慌に見舞われてその後処理に追われることとなり、改装計画も日の目を見ることはなかった。
京阪グラウンドはその後もスポーツ施設として利用され、1927年11月6日には、同年春と夏の甲子園優勝校同士（春：和歌山中、夏：高松商）による「日本一決定戦」が行われている（7対4で高松商が勝利）。しかし、1928年5月に大阪鉄道によって藤井寺球場が開場し、1931年から同球場が大阪大会の会場として使用されるようになると、大阪大会での京阪グラウンドの使用は1933年が最後となった。
その後、利用が低下したことから、太平洋戦争中の1942年6月23日に住宅営団に住宅地として売却された。これに伴い、運動場前駅は1943年1月20日に豊野駅に改称された（1963年廃止）。跡地は住宅地となっている。敷地の一角に当たる寝屋川市八坂町交差点の北東隅に、1990年に京阪から寝屋川市に寄贈された「寝屋川球場跡」の記念碑が建立されている。
2022年に、野球伝来150年を記念して認定された「日本野球聖地・名所150選」に「寝屋川球場跡」として選定された。

## 「電鉄リーグ構想」との関係
大正時代からプロ野球構想を持っていた阪神急行電鉄社長の小林一三は、1923年に執筆したと推定される「職業野球団打診」という文章の中で
| 「 | グラウンドを持つ鉄道会社、たとえば東京ならば、京成電車、東横電車、関西ならば、阪神の甲子園、阪急の宝塚、京阪の寝屋川、大阪鉄道の何とかいうグラウンド等立派な野球場を持つ是等の鉄道会社が各会社専属のグラウンドにて、毎年春秋二期にリーグ戦を決行する、そうして優勝旗の競争をする、斯くすることによって各電鉄会社は相当の乗客収入と入場料と得るのであるから、野球団の経営費を支出し得て、或は余剰があるかもしれない。 | 」 |

と記しており、「電鉄リーグ」ともいえる構想に当球場を使用する形で京阪も含まれていたことがわかる。しかし、この小林の構想は宝塚運動協会を成立させるにとどまり、私鉄各社によるリーグは実現しなかった。
その後、1936年に現在のプロ野球が誕生した時期には、京阪は上記の昭和恐慌の後処理からようやく立ち直ったばかりであった。また、折しも「従来の多角的な営業方針から運輸一本に主力を置く堅実な営業方針に転換した」時期でもあり、プロ野球には進出しなかった。